# Mercia
Mercia (/ˈmɜːrsiə/, /ˈmɜːrʃə/) là một trong các vương quốc của thất quốc Anglo-Saxon. Vương quốc này tập trung vào các thung lũng của sông Trent và các nhánh của nó trong khu vực hiện nay được gọi là Trung du Anh. Tên được Latin hóa tiếng Anh cổ là Mierce hoặc Myrce, có nghĩa là "dân biên giới". Các nước láng giền của Mercia gồm có Northumbria, Powys và các vương quốc ở miền nam xứ Wales, Wessex, Sussex, Essex và East Anglia. Tên gọi Mercia vẫn còn trong sử dụng ngày nay bởi một loạt các tổ chức, bao gồm cả các đơn vị quân đội, các cơ quan công cộng, thương mại và tự nguyện, và là một tên cho nữ.